# Stormy Peters
Stormy Peters é uma analista do setor de tecnologia da informação e defensora proeminente do Software livre e de código aberto (FOSS).
É co-fundadora e ex diretora da GNOME Foundation e atualmente trabalha para o Mozilla.

## Carreira
Peters completou o Bachelor of Arts com especialização em Ciência da Computação na Rice University e inicialmente trabalhou como engenheira de software para a Hewlett-Packard  na sua equipe de desenvolvimento Unix.
Por volta de 1999, Peters geriu o desenvolvimento de desktop para o HP-UX e conheceu o projeto GNOME. Ela teve um papel de destaque em explicar o software livre e de código aberto e modelos de propriedade intelectual para o gerenciamento da Hewlett-Packard. Mais tarde, ela fundou o Hewlett-Packard Open Source Program office.
Em 2000 ela foi um dos membros fundadores do GNOME Foundation Advisory, empresa em que se torna diretora executiva em 2008.
Ela tem dado palestras em conferências Open Source, como a Open Source Business Conference e a linux.conf.au. 